# Scapulaseius asiaticus
Scapulaseius asiaticus är en spindeldjursart som först beskrevs av Evans 1953.  Scapulaseius asiaticus ingår i släktet Scapulaseius och familjen Phytoseiidae. Inga underarter finns listade i Catalogue of Life.